# NGC 3121
NGC 3121 este o galaxie eliptică situată în constelația Leul. A fost descoperită în 31 martie 1848 de către William Lassell. Se află la o distanță de 126,97 de megaparseci de Pământ.